# Goodridge, Minnesota
Goodridge là một thành phố thuộc quận Pennington, tiểu bang Minnesota, Hoa Kỳ. Năm 2010, dân số của thành phố này là 132 người.

## Dân số
- Dân số năm 2000: 98 người.
- Dân số năm 2010: 132 người.